# Лома — забутий друг
«Лома — забутий друг» — радянський художній фільм 1982 року, знятий режисером Бідзіною Рачвелішвілі на кіностудії «Грузія-фільм».

## Сюжет
Старий Георгій і його вірний пес Лома живуть у маленькому занедбаному гірському селі. Син безуспішно переконував старого переїхати до нього в місто, і одного разу вирішив піти на маленьку хитрість: він упросив старого приїхати нібито до хворого онука. За відсутності Георгія дороги до села занесло снігом — і Лома аж до весни був вірним сторожем порожнього будинку.

## У ролях
- Василь Кахніашвілі — Георгій (дублював Д. Нетребін)
- Леван Пілпані — син Георгія
- Григорій Цитайшвілі — пастух
- Михайло Вашадзе — пекар
- Елгуджа Кебадзе — роль другого плану
- Вахтанг Панчулідзе — Перуз, злодій
- Трістан Саралідзе — Мераб, злодій
- Дареджан Харшиладзе — невістка Георгія
- Бондо Гогінава — епізод
- Шота Схіртладзе — людина, яка поставила капкан
- Л. Тонія — епізод
- Тенгіз Цулая — епізод

## Знімальна група
- Режисер — Бідзіна Рачвелішвілі
- Сценаристи — Гіві Бутхузі, Бідзіна Рачвелішвілі
- Оператор — Ігор Крепс
- Композитор — Яків Бобохідзе
- Художник — Мераб Джохадзе